# خولون‌بویر
خولون‌بویر (به مغولی: ᠬᠥᠯᠥᠨ ᠪᠤᠶᠢᠷ ᠬᠣᠲᠠ، به لاتین: Kölön Buyir qota، معادل سیریلیک: Хөлөнбуйр хот)(به چینی: 呼伦贝尔市، به پین‌یین: Hūlúnbèi'ěr Shì) یک شهر در سطح ولایت در جمهوری خلق چین است که در مغولستان داخلی واقع شده‌است.

## خصوصیات
خولون‌بویر ۲۶۳٬۹۵۳ کیلومترمربع مساحت و ۲٬۵۴۹٬۲۷۸ نفر جمعیت دارد.

## تقسیمات اداری
شهر خولون‌بویر به دو ناحیه شهری، پنج شهر در سطح شهرستان، چهار لواء و سه لواء خودمختار به شرح زیر تقسیم شده است:
- منطقه خایلار (منطقهٔ شهری خولون‌بویر)
- ‌شهر مانجور
- منطقه جالای‌نور (منطقهٔ شهری حومه‌ای مانجور)
- شهر جالان‌آیل
- شهر یاکشی
- شهر گگن‌گول
- شهر ارگون
- لواء آرون
- لواء راست باراگ نو
- لواء چپ باراگ نو
- لواء باراگ کهنه
- لواء خودمختار اوروچن
- لواء خودمختار اونکی (مختص مردم اونکی)
- لواء خودمختار مورین‌داوا داغور (مختص مردم داغور)